# Tree sitting

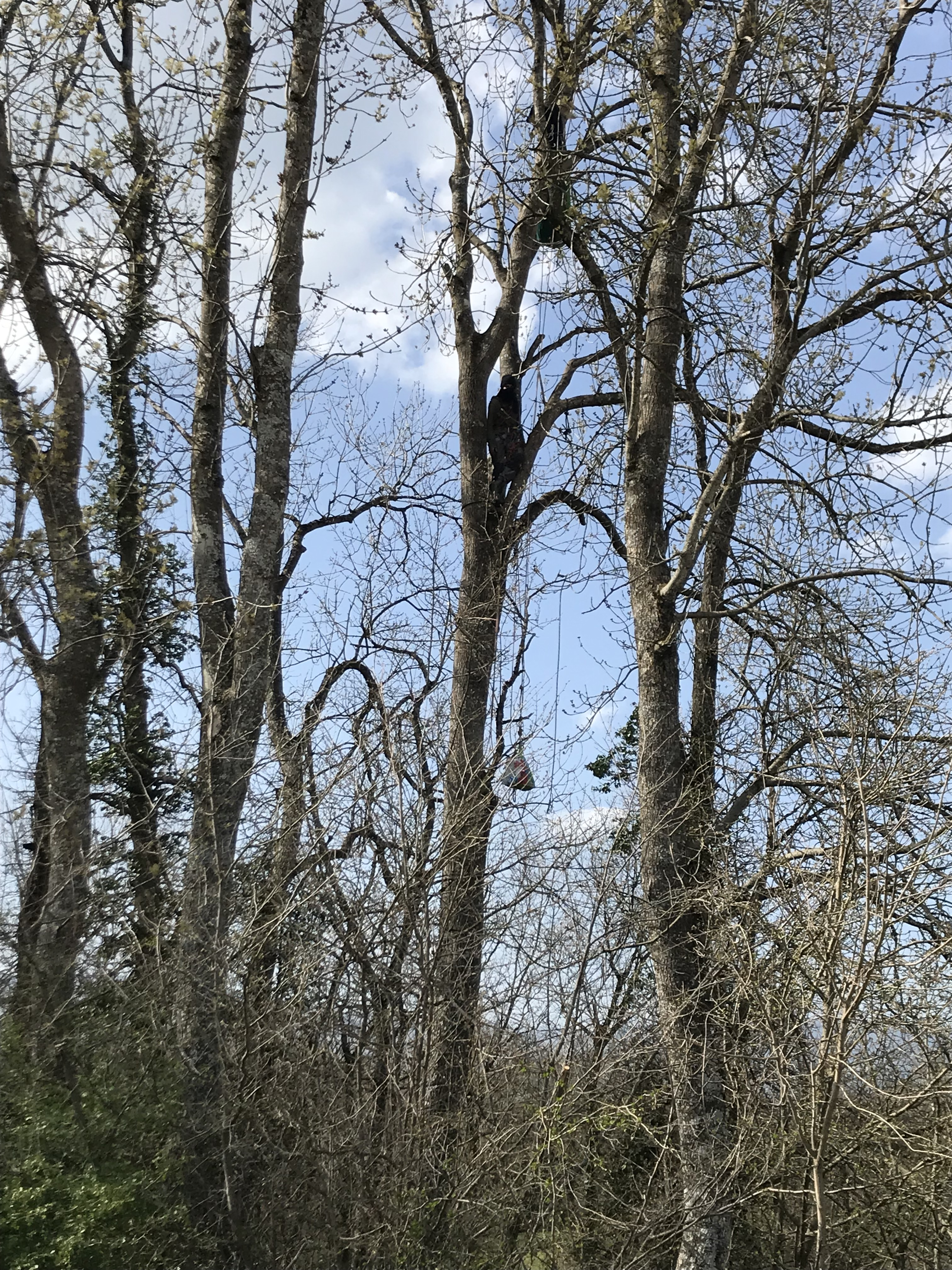
Militant occupant un arbre, ZAD de la colline du Mormont (Suisse, 2021).

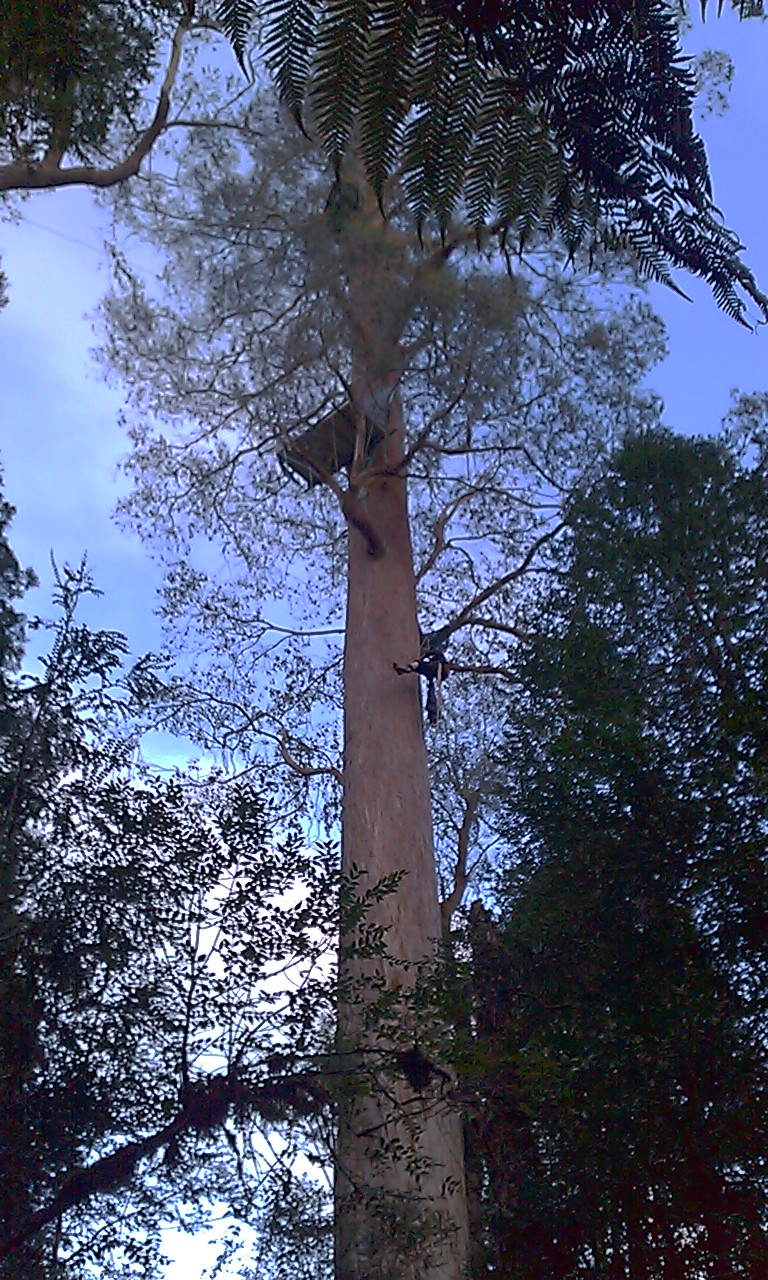
Manifestant grimpant à un arbre de 35 mètres (Australie, 2011).

L'occupation d'arbres (en anglais tree sitting) est une forme de manifestation qui consiste pour une personne à se positionner en hauteur sur un arbre, en général sur une petite plateforme construite à cet effet ou dans une cabane dans les arbres.
Le but de l'occupation d'arbres est d'empêcher la coupe dudit arbre (c'est donc une forme de spéculation sur le fait que les bûcherons ne mettront pas en danger des vies humaines en coupant un arbre occupé) ou tout du moins de ralentir le travail des bûcherons. Ce type de manifestation peut se classer dans une forme de désobéissance civile à vocation écologiste.

## Exemples
- Tree sitting en 1978 (l'un des premiers répertoriés) à Pureora Forest Park (en) en Nouvelle-Zélande[2].
- Occupation de Luna par Julia Butterfly Hill de décembre 1997 à décembre 1999. À une vingtaine de kilomètres plus au nord, de nombreux arbres de la Réserve forestière de Headwaters (alors privée) ont été occupés entre 1997 et 2009[3].
- Occupation du Bois de Rohanne à la ZAD de Notre-Dame-des-Landes (en Loire-Atlantique, France), entre 2009 et mai 2018, pour lutter contre un projet d'aéroport.
- Occupation de la forêt de Hambach (en Allemagne) depuis 2012, pour lutter contre l'extension d'une mine de lignite.
- Occupation de la forêt de Chambaran (en Isère, France) pour lutter contre un projet de Center Parcs.
- Occupation du Bois Lejuc (en Meuse, France) entre août 2016 et février 2018, pour lutter contre un projet d'enfouissement de déchets nucléaires.
- ZAD de la colline du Mormont, en Suisse, en 2020-2021[4],[5].
- Mobilisation contre l'abattage de forêts anciennes à Fairy Creek (Canada) en 2020-2021
- Mobilisation contre le projet d'autoroute A69 (France) en 2023-2024